# Robert Oliveri
Robert Dane Oliveri (* 28. April 1978 in Los Angeles, Kalifornien) ist ein ehemaliger US-amerikanischer Filmschauspieler.

## Leben
Robert Oliveri wurde als zweiter von drei Söhnen von Patti Oliveri geboren; nach der Scheidung von Roberts Vater heiratete sie erneut und bekam mit ihrem zweiten Ehemann drei weitere Kinder. Robert Oliveri wuchs in Lynbrook im US-Bundesstaat New York heran und absolvierte in East Rockaway die St. Raymond’s Catholic School.
Nach einem Werbespot, in dem Oliveri zusammen mit seinem Bruder Erick auftrat, und in dem beide für eine Lebensmittelkette warben, stand er 1985 in einer Episode der für Kinder konzipierten Fernsehserie ABC Weekend Special erstmals vor der Kamera. 1989 folgte ein Gastauftritt in Erben des Fluchs.
Im selben Jahr übernahm der elfjährige Oliveri in Liebling, ich habe die Kinder geschrumpft eine seiner bekannteren Rollen. Die Rolle des Nick Szalinski sollte er auch in den Fortsetzungen Liebling, jetzt haben wir ein Riesenbaby 1992 sowie dem 23-minütigen Kurzfilm Honey, I Shrunk the Audience von 1994 verkörpern. Ebenfalls erfolgreich war der Film Edward mit den Scherenhänden, in welchem Oliveri 1990 an der Seite von Johnny Depp und Winona Ryder zu sehen war.
1994 zog sich Oliveri aus der Schauspielerei ins Privatleben zurück. Nach seinem Schulabschluss an der School of the Holy Child in Old Westbury absolvierte er ab 1997 die Oglethorpe University in Atlanta, Georgia, an der er Kunst studierte. Heute lebt Oliveri in Nassau County, Florida. Er ist verheiratet und Vater von zwei Kindern.

## Filmografie
- 1989: Liebling, ich habe die Kinder geschrumpft (Honey, I Shrunk The Kids)
- 1990: Edward mit den Scherenhänden (Edward Scissorhands)
- 1992: Liebling, jetzt haben wir ein Riesenbaby (Honey I Blew Up The Kid)

## Auszeichnungen
- 1991: Nominiert für den Saturn Award für den besten Nachwuchsschauspieler für Liebling, ich habe die Kinder geschrumpft
- 1993: Nominiert für den Saturn Award für den besten Nachwuchsschauspieler für: Liebling, jetzt haben wir ein Riesenbaby
- 1993: Nominiert für den Young Artist Award für den besten Nachwuchsschauspieler für: Liebling, jetzt haben wir ein Riesenbaby